# 宮崎理奈
宮崎 理奈（みやざき りな、1994年2月21日 - ）は、日本の女優、タレント、演劇プロデューサー。本名及び旧芸名は、宮﨑 理奈（読みは同じ）。
SUPER☆GiRLSの元メンバー。大分県生まれ・福岡県育ち。mitt management所属。愛称は「みやり」。

## 略歴
2010年6月12日、『avex アイドルオーディション 2010』に合格し、女性アイドルグループ・SUPER☆GiRLSのメンバーとなる。2011年からは女優活動を開始し、同年11月に荻窪・魁ホールにて上演された『時空警察ヴェッカーχ ノエルサンドレ』で舞台初出演・初主演を務めた。2012年5月には、高津カリノによる漫画『WORKING!!』を原作とした同名舞台でヒロインの種島ぽぷら役を演じた。また同年4月より、ラジオ日本にて冠レギュラー番組『SUPER☆GiRLS宮崎理奈のナイスみやり!』のパーソナリティを担当している。2016年9月10日、芸名を新字体の宮崎理奈に統一したことをブログで発表。2017年11月には自身によるプロデュース舞台『不思議の国のカンタータ 〜泣き声混じりの空想歌〜』が上演された。
2018年10月1日、SUPER☆GiRLSから卒業することを発表。2019年1月11日開催の『SUPER☆GiRLS 超LIVE 2019 〜新たなる道へ〜』をもって卒業し、翌日から個人活動を開始。2023年3月31日、芸能界デビューから約13年間在籍したエイベックス・マネジメントを退所。約5か月間フリーランスで活動の後、同年9月1日よりmitt management所属となる。

## 人物
SUPER☆GiRLSの頃の公式ニックネームは「みやり」、イメージカラー（超絶カラー）はレモンイエロー、キャッチコピーは「走りだしたらー?（止まンないっ!） 喋ると残念 博多の小さな暴走機関車★」（2014年2月23日までは「運動大好き負けず嫌い!!」）だった。キャッチコピーにもあるように運動やスポーツを得意としている。小学2年生から中学3年生まで新体操を習い、高校では陸上部に所属していた。新体操の経験を活かし、ライブやミュージック・ビデオで連続回転などのアクロバットを披露している。なお、「みやり」というニックネームは、陸上部の先輩が付けてくれたという。
『avex アイドルオーディション 2010』に応募したきっかけについて、『B.L.T.』2012年4月号（東京ニュース通信社）において「AKB48の前田敦子さんのファンだったんですよ。でもAKB48に入ったら前田さんの後ろにしか立てないと思って。意識してもらうならライバルくらいにならなきゃ、って。そんな時にこのオーディションの存在を知って応募しました」と述べている。オーディションの投票審査1位通過。
家族構成は両親と2人の姉の5人家族。「理奈」という名前は、画数と響きがよかったことから名付けられた。
大分県に生まれ、4歳から9歳まで千葉県で過ごし、その後に福岡県に転居した。結成からしばらくは福岡から通っていたが、2011年4月に芸能活動のため上京し、東京の高校へ転校した。出生地・大分県のタウン情報誌『CONKA』（ネキスト）のvol.88では表紙モデルを務めた。

## 作品

### 配信楽曲
- Monochrome（2019年12月24日）ライブ映像 - YouTube

### 参加楽曲
- ジン ジン ジングルベル（2013年12月4日、トゥィンクルヴェール from SUPER☆GiRLS[注 1]名義）
- 『不思議の国のカンタータ2019』収録（2019年2月13日、カンタータ[注 2]名義）
  - 色を奏でるカンタータ
  - 泣き声混じりの空想歌
  - 空に描いた未来色
  - カナデの想い
- 『こんなベタなことが私におこるなんて』収録（2020年11月18日、Lovery harassment名義）
  - こんなベタなことが私におこるなんて
  - 君色ハラスメント
  - ロングティスタンス
  - コメディみたいにいかない
- 『悪ノ娘』収録（2021年10月8日）[25]
  - メイド対決

## 出演

### 舞台
2011年
- アリスインプロジェクト『時空警察ヴェッカーχ ノエルサンドレ』（2011年11月1日 - 6日、荻窪かいホール） - 主演・時空刑事リン / 明日香輪 役

2012年
- 『WORKING!!』（2012年5月11日 - 20日、全労済ホール / スペース・ゼロ） - ヒロイン・種島ぽぷら 役

2014年
- ぱるエンタープライズ公演『Peach Boys』（2014年7月9日 - 14日、東京芸術劇場シアターウエスト） - 主演・犬飼美紗子 役[26][27]
- ブルーカバーアクターズPresents『デバッグトレジャー』（2014年10月2日 - 5日、新宿村LIVE） - 主演・宮本頼子 役

2015年
- SOLID STARプロデュース Vol.5『負けんな漫研！』（2015年10月30日 - 11月3日、新宿村LIVE） - 黒岩晴香 役
- 『ミュージカル 風雲新撰組 -月影-』（2015年11月27日 - 29日、シアター1010） - 菊姫 役
- 劇団た組公演『博士の愛した数式』（2015年12月18日 - 20日、ウエストエンドスタジオ） - ルート 役

2016年
- 『クジラの子らは砂上に歌う』（2016年4月14日 - 19日、AiiA 2.5 Theater Tokyo） - サミ 役
- SOLID STARプロデュース Vol.8『主人がオオアリクイに殺されて1年が過ぎました。』（2016年10月5日 - 10日、俳優座劇場） - 権藤亀子 役
- VACAR ENTERTAINMENT『レイと天使の住む数字』（2016年11月23日 - 27日、シアターグリーン BIG TREE THEATER） - 一川口十愛 役

2017年
- SOLID STARプロデュース Vol.9『ミニチュア!!フリーペーパーのナイス街』（2017年3月8日 - 12日、俳優座劇場） - 足立樹里絵 役
- SOLID STARプロデュース Vol.11『負けんな漫研！』（2017年9月6日 - 10日、六行会ホール） - 黒岩晴香 役
- 宮崎理奈プロデュース公演『不思議の国のカンタータ 〜泣き声混じりの空想歌〜』（2017年11月22日 - 26日、新宿村LIVE） - 主演・カナデ /カナ 役

2018年
- bpm本公演『QUICK DRAW』（2018年4月20日 - 22日、日本青年館ホール） - カラミティ・ジェーン 役
- SOLID STARプロデュース Vol.14『信長の野暮』（2018年7月11日 - 15日、六行会ホール）- 武田さやか（赤影馬の芯）役
- 『Over Smile』（2018年9月12日、CBGKシブゲキ!!） - ウェイトレス 役（日替わりゲスト）
- ミュージカル『ふしぎ遊戯-蒼ノ章-』（2018年10月13日 - 21日、全労済ホール / スペース・ゼロ） - 本郷唯 役[28]

2019年
- 宮崎理奈プロデュース公演『不思議の国のカンタータ2019』（2019年2月13日 - 17日、CBGKシブゲキ!!） - 主演・カナデ /カナ 役
- ミュージカル『悪ノ娘』（2019年4月6日 - 14日、あうるすぽっと） - クラリス 役
- SOLID STARプロデュース Vol.17『ハッピーマーケット!!』（2019年6月19日 - 23日、全労済ホール / スペース・ゼロ）- 飯田菜奈子 役
- フォーエスエンタテインメント リーディング&ライブ『ときめきステーショナリーズ（Girls Style）』（2019年7月27日、EDOCCO STUDIO） - 主演・三角れん 役[29]
- 舞台『コジコジ』（2019年8月21日 - 25日、CBGKシブゲキ!!） - ペロちゃん 役[30]
- 舞台『DARKNESS HEELS〜THE LIVE〜』（プレビュー公演：2019年9月13日、新座市民会館 / 東京本公演：9月18日 - 23日、シアター1010） - パルビナ・ルイ 役[31]
- 人狼系推理バトル『レジスタンスイレブン』〜ガールズ版〜（2019年10月13日・14日、東京映画・俳優&放送芸術専門学校ホール）
- 舞台『DARKNESS HEELS〜THE LIVE〜SHINKA』（2019年12月5日 - 15日、CBGKシブゲキ!!）[32]

2020年
- 劇団たいしゅう小説家 Present's『コロッケ』（2020年1月9日 - 13日、萬劇場） - 酒井理子 役
- 舞台『Cutie Honey Emotional』（2020年2月6日 - 9日、サンシャイン劇場）- 秋夏子 役 [33]
- 人狼系推理バトル『レジスタンスイレブン 〜バレンタインを守り抜け！〜』（2020年2月10日 - 15日、コフレリオ新宿シアター）[34]
- 「真・三國無双」20周年記念公演 『舞台 真・三國無双 〜赤壁の戦いIF〜』（2020年8月20日 - 24日、日本青年館ホール） - 蔡文姫 役[35]
- 舞台『キューティーハニー The Live〜秋の文化祭〜』（2020年9月30日 - 10月4日、シアター1010） - 秋夏子 役
- 宮崎理奈プロデュース公演2020『MIX! こんなベタなことが私におこるなんて』（2020年11月18日 - 23日、CBGKシブゲキ!!）- 主演・リオナ 役

2021年
- 人狼系推理バトル『レジスタンスイレブン 〜未知なる敵からの卒業〜』ガールズ版（2021年3月12日 - 16日、R'sアートコート（労音大久保会館））
- 企画演劇集団ボクラ団義　- Play Again – vol.10『鏡ニ映ラナイ女 記憶ニ残ラナイ男』（2021年4月7日 - 11日、あうるすぽっと）- 女優 / 水月紗矢 役
- 舞台『キューティーハニー・クライマックス』（2021年6月17日 - 20日、シアター1010）- 秋夏子 役
- 「真・三國無双」『舞台 真・三國無双 〜荊州争奪戦IF〜』（2021年9月3日 - 8日、EX THEATER ROPPONGI） - 蔡文姫 役
- ミュージカル『悪ノ娘』（2021年10月8日 - 12日、草月ホール） - マリアム 役
- Cooch 2021公演『In the womb』（2021年10月30日 - 31日、GARDEN新木場FACTORY） - 主演・大橋頼子 役[36]
- トキヲイキル第8回公演『雨夜の星屑』（2021年11月24日 - 28日、ぽんプラザホール） - 主演・香月ヒナ 役[37]
- ミュージカル『浜村渚の計算ノート』（大阪公演：2021年12月27日 - 30日、梅田芸術劇場シアター・ドラマシティ / 東京公演：2022年1月6日 - 8日、IMAホール） - 大山あずさ 役

2022年
- 舞台『シュートOUT!!〜南校女子ホッケー部物語〜』（2022年1月19日 - 23日、新宿村LIVE） - 三鷹のなみ 役[38]
- 宮崎理奈プロデュース Vol.3『オフィスの国のアリス』（2022年4月27日 - 5月1日[注 3]、CBGKシブゲキ!!） - 主演・華村美里 役
- 舞台『プロパガンダゲーム』（2022年8月11日 - 28日、サンモールスタジオ） - 香坂優花 役
- 舞台『キミと僕の最後の戦場、あるいは世界が始まる聖戦』（東京公演：2022年10月20日 - 24日、シアター1010 / 大阪公演：11月10日 - 13日、COOL JAPAN PARK OSAKA TTホール） - 璃洒 役
- 人狼系推理バトル『レジスタンスイレブン 〜集いはハロウィンで〜』ガールズ版（2022年10月29日 - 30日、コフレリオ新宿シアター）

2023年
- WaVe'S 旗揚公演『不咲息子〜さかずきっず〜』（2023年3月22日 - 26日、コフレリオ新宿シアター） - 淡島美月 役
- 舞台『控えめに言って、崖野は殺した方がいい』（2023年5月9日 - 14日、ぽんプラザホール） - 宮下理奈 役
- 舞台『双鱗姫-ソウリンキ-』（2023年8月30日 - 9月3日、ザ・ポケット） - 主演・鱗 役
- 舞台『冥土inシェアハウス』（2023年9月13日 - 17日、ぽんプラザホール） - ベニ 役
- Img Act6『片思いの天使たち』（2023年11月1日 - 5日、ザ・ポケット）  - 速水ナナ 役[40]
- 劇団TEAM-ODAC 第42回本公演『舞台・破天荒フェニックス〜2023』（2023年12月6日 - 11日、全労済ホール / スペース・ゼロ） - 南晴恵 役[41]

2024年
- 人狼系推理バトル『レジスタンスイレブン〜陰謀を阻止せよ〜』（2024年1月6日・8日、TACCS1179）
- 舞台『テムとゴミの声』第二章〜また会えたなら〜（2024年2月28日 - 3月3日、CBGKシブゲキ!!） - 柚木たえ子 役[42]
- 舞台『不咲息子〜さかずきっず〜』（2024年3月27日 - 31日、ぽんプラザホール） - 淡島美月 役
- 舞台『アサルトリリィ・新章』（2024年5月17日 - 22日、かめありリリオホール） - ルサルカ 役
- 舞台『NIKKE THE STAGE』（2024年6月6日 - 9日、全労済ホール / スペース・ゼロ） - シュエン 役
- 舞台『放課後戦記 2024』（2024年7月7日 - 15日、シアター・アルファ東京） - 配諏野支檻 役
- GORIZO STAGE Vol.8 舞台『天才的脱兎 再演』（2024年8月16日 - 25日、浅草九劇） - 志賀野原 役
- 舞台『Get Back!! 2024』（2024年9月25日、テアトルBONBON） - 宮崎理奈 役（ゲスト出演）
- 劇団ミュ Op.2 ミュージカル『추 락 —墜落—』（2024年10月17日 - 28日、ウッディーシアター中目黒） - ユン・スンジャ 役 他
- 舞台『月夜女王に嗤え』（2024年11月28日 - 12月1日、六行会ホール） - アルテミシア 役

2025年
- UMIPROduce 旗揚げ公演 舞台『くるわ、くるら』（2025年2月12日 - 16日、新宿シアターモリエール） - 高尾太夫 役
- 舞台『アサルトリリィ・シュツルム』〜サングリーズル編〜（2025年4月25日 - 30日、かめありリリオホール） - ルサルカ 役
- 劇団オモテナシ『令和7年 春』（2025年5月8日 - 17日、CBGKシブゲキ!!） - 花月 役（第2部）[43]
- リントスル企画vol.1『エンシスの禁忌』（2025年6月28日・29日[注 4]） - うらん（ヴィアラータ） 役

公演中止
- カガミ想馬プロデュース『イリクラ2022 〜Iridescent Clouds〜』（2022年7月14日 - 19日予定、CBGKシブゲキ!!） - 新型コロナウイルス感染症流行の影響により中止[46]
- SOLID STARプロデュース Vol.18『熱血硬派くにおくん外伝 リバーシティガールズ』（2022年12月7日 - 11日予定、草月ホール） - 新型コロナウイルス感染症流行の影響により中止[47]

### 映画
- 骨壷（2012年5月26日公開、ジョリー・ロジャー） - 今井涼子 役[48][49][50]
- アルプス女学園（2014年9月27日公開、トリプルアップ） - 川久保千鶴 役

### テレビ

#### テレビドラマ
- あおざくら 防衛大学校物語 第3話（2019年11月15日、MBS）
- 魔進戦隊キラメイジャー 第37話（2020年12月27日、EX） - カフェ店員 役

#### その他のテレビ番組
- 全力坂（2012年1月24日・2月1日、EX）
- 大分スペシャル「Oita Lab 〜湯の町別府・復興の物語〜」（2015年7月17日、NHK大分放送局）
- フカナビ！オオイタ「Oita Lab 大分県災害データアーカイブ 〜キロクとキオクをつないで〜」（2018年1月12日、NHK大分放送局） - 司会[51]
- 真夜中のおバカ騒ぎ!（2018年4月5日 - 12月27日、千葉テレビ、TOKYO MX）
- クイズ1ミニッツ（2021年2月22日 - 、不定期、TBS）

### ラジオ
- SUPER☆GiRLS宮崎理奈のナイスみやり!（2012年4月8日（7日深夜） - 2019年1月29日、ラジオ日本） - 初の冠レギュラー番組[注 5]
- ゼンミセやってまーす！（2019年4月2日（1日深夜） - 9月25日（24日深夜）、MBSラジオ） - パーソナリティ
- カンタータのラジオ（2019年8月26日（25日深夜）、ラジオ日本） - パーソナリティ
- 宮☆桃ラジオ（2019年11月1日 - 2021年8月31日 、渋谷クロスFM） - パーソナリティ
- ミッケ！フクオカのにじいろサンデー（2023年9月10日 - 9月24日、stand.fm）- ゲストパーソナリティ

### CM
- イトーヨーカドー - 関根勤との共演[52]
  - 「餅論」篇（2012年2月 - ）
  - 「顔が見える食品。（真鯛 みやりから）」篇（2012年2月3日 - ）[52]
  - 「顔が見える食品。（キャベツ みやりから）」篇（2012年2月3日 - ）[52]
  - 「顔が見える食品。（トマト）」篇（2012年7月28日 - ）[53][54]
  - 「顔が見える食品。（ブロッコリー）」篇（2012年7月28日 - ）[53][54]
  - 「顔が見える食品。（ぶり）」篇（2013年1月14日 - ）
  - 「本格寿司」篇（2014年5月9日 - ）
- 山本漢方製薬 大麦若葉（2019年12月 - ）[55]
  - 「青汁戦士ヤマカーン 登場」篇
  - 「青汁戦士ヤマカーン 反省」篇
  - 「青汁戦士ヤマカーン 新芽」篇

### WEB
- WEB CM「I to You のある生活 vol.1『ネットスーパー編』」（2015年4月1日、イトーヨーカドー）
- マヨバカ学園（2018年3月27日 - 12月10日、マシェバラ） - MC
- 短編教養ネットドラマ『パパとママになる前に』社会保険子役（2021年3月、【パパとママになる前に】製作委員会）
- Youtube『サウナイズム「公式」チャンネル』リポーター（2023年6月17日 - )

### 雑誌
- CONKA（vol.86 - 、ネキスト）
- ミッケ！フクオカ（vol.29)

### ゲーム
- 艦隊これくしょん - 艦娘遊撃隊（2019年4月 - 2024年1月） - 夕立 役
- ラグナドール 妖しき皇帝と終焉の夜叉姫（2021年9月、グラムス） - ろくろ首 役[56]

### ライブ・イベント

#### 主催ライブ・イベント
- RINA's 25nicoLAND in SANRIOPUROLAND（2019年2月23日、サンリオピューロランド）
- 遅れて来た9周年！浴衣で納涼会（2019年7月6日、Naked Loft）
- バスツアー「にんげんっていいな」（2019年10月22日、山梨県）
- 宮崎理奈アコースティックライブ（2019年11月17日、青山 月見ル君想フ）
- RINA's Happy Party（2021年3月28日、サンリオピューロランド）
- あつまれ！みやりの集い2022  (2022年2月23日、高円寺StudioK)
- バスツアー「みやりすと12周年記念慰安旅行!!」（2022年6月18日、茨城県）
- MIYARI's Xmas party（2022年12月18日、赤坂チャンスシアター）
- バスツアー「溝手るかと宮崎理奈のイルミネーションバスツアー」（2023年3月4日、東京ドイツ村）
- みやり's CAFE&BAR（2023年4月16日・6月17日・8月15日・12月16日、Cafe&Barオーケストラ）
- 宮崎理奈 福岡オフ会（2023年5月14日、福岡県）
- 宮崎理奈撮影会 in 福岡（2023年7月15日、福岡県）
- 宮崎理奈バースデーバスツアー「そろそろお身体いたわりませんか？」（2024年3月9日、茨城県）
- みやり’s cafe～遅れてきた夏休み～（2024年9月8日、Cafe&Barオーケストラ）

#### その他のライブ・イベント
- イトーヨーカドー「顔が見える食品。」大試食会（2012年2月14日、アリオ西新井） - 自身が出演するCMとの連動企画
- 『アルプス女学園』完成披露舞台挨拶（2014年9月19日、イオンシネマ板橋）
- 『アルプス女学園』DVD発売イベント「今年の夏期講習はアルプス女学園!」（2015年9月3日、ソフマップアミューズメント館）
- 「艦これ」鎮守府第三次"瑞雲"祭り in 横浜・八景島シーパラダイス特設泊地（2019年5月11日、6月2日、横浜・八景島シーパラダイス）
- ラジオ日本/SANETTY Produce主催 宮崎理奈プロデュース『カンタータ the LIVE』（2019年7月20日、ラジアントホール）[57]
- 【130th KURE 2019】ちんじゅふ。艦娘 Special Live in 呉鎮守府（2019年10月20日、呉信用金庫ホール（呉市文化ホール））
- C2機関 鎮守府新春New Year Special Live! 2020（2020年1月3日、パシフィコ横浜 国立大ホール）
- 鎮守府鰻祭り Special Live Stage（2020年11月1日、富士スピードウェイ）
- C2機関「提督&艦娘 Special Live for 呉鎮守府」in 横浜みなとみらい（2020年12月4日、パシフィコ横浜 国立大ホール）
- C2機関”1MYB” 全国ツアー Valentine Live in Zepp Haneda（TOKYO）（2022年2月14日、Zepp Haneda）
- C2機関”1MYB”全国ツアー横浜ライブ【Zepp Tour Final Special】Live & Ondo in Zepp Yokohama！（2022年3月23日、KT Zepp Yokohama）
- C2機関"瑞雲"＆"秋刀魚"祭り2022 in FSW（2022年10月1日・2日、富士スピードウェイ）
- C2機関”1MYB"Xmas Live 2022（2022年12月24日、ところざわサクラタウン ジャパンパビリオンホールA）
- ミケフク撮影会（2023年5月3日・4日、福岡県）
- WINTICKETプロデュース「全プロ記念競輪 in 富山」（2023年5月28日、富山競輪場）
- 【C2機関北海道遠征「艦これ」Special Event 2023KANMUSU Meets HOKKAIDO】（2023年5月31日、エスコンフィールドHOKKAIDO）
- 真剣劇場！ガチトーーク-リアルイベント-（2023年6月30日、シダックスカルチャーホール）
- 大洗海上花火大会SUMMER SAUNA RESOR（2023年9月30日、大洗サンビーチ）
- 【C2機関「艦これ」公式新春Live! 2024】Chinjufu New Year Live! 2024 in YOKOHAMA Minato Mirai】（2024年1月3日、パシフィコ横浜 国立大ホール）
- 猫カフェ『僕と猫。1日店長イベント』（2024年5月25日、僕と猫。秋葉原店）
- SHIRAKABA SAUNA FES（2024年7月7日、サウナ&カプセルホテル北欧）
- 舞台『不咲息子～さかずきっず～IN福岡』DVDリリースイベント（2024年7月20日、ステージカフェ下北沢）
- 『PARALLEL LIVE vol.20〜七つノ御伽話〜』（2024年10月4日 - 6日予定、浅草花劇場）- Seiren 役
- SAUNA IZUM 2024 癒（2024年11月16日、奥茶屋キャンプ場）

## 書籍

### 写真集
- 宮崎理奈 CARDGRAVURE COLLECTION（2012年10月11日、東京ニュース通信社）ISBN 978-4-86336-256-7
- 宮崎理奈1st写真集『だから、会いたくなる』（2019年1月8日、エイベックスマネジメント）JAN 500-0-09-523018-9[58]
- 写真集 艦娘遊撃隊 -「加賀」「榛名」「大淀」「夕立」-（2020年10月20日、KADOKAWA）JAN 4573477881732

### デジタル写真集
- 宮崎理奈『SEDUCTION』（2022年5月1日、エイベックス・マネジメント）

### カレンダー
- 宮崎理奈（SUPER☆GiRLS）カレンダー 2013年（2012年10月17日、ハゴロモ）
- 宮崎理奈2019-2020卓上カレンダー（2019年6月）
- 宮崎理奈2022年カレンダー（2021年11月29日、わくわく製作所）
- 宮崎理奈2023年カレンダー（2022年11月12日、わくわく製作所）